# Heteromirafra archeri
Heteromirafra archeri là một loài chim trong họ Alaudidae.